# Yoshiwara, il quartiere delle geishe
Yoshiwara, il quartiere delle geishe (Yoshiwara) è un film del 1937 diretto da Max Ophüls.